# Chris Fedak
Chris Fedak (Califórnia, 1975) é um produtor de televisão estadunidense co-criador da série Chuck.